# Guenmaitxa
El guenmaitxa o te d’arròs torrat (en japonès 玄米茶, pronunciat guen mai txa, que literalment vol dir te d'arròs integral), és una beguda a base de te verd sentxa combinat amb arròs integral torrat.
La infusió resultant és d'un lleuger color marró i té un gust torrat, molt popular al Japó i que es pot prendre fins i tot abans de dormir, ja que és de baix contingut en cafeïna.
Aquest te té la reputació d'ajudar a fer la digestió, per això se serveix sovint després dels àpats.
Es pot trobar aquest te preparat i empaquetat, però també es pot fer de forma casolana: l'arròs integral es torra i es barreja amb el te verd (preferiblement bantxa o sentxa) segons el gust del consumidor i després se'n fa una infusió.